# 柳林 (大韓民国の人物)

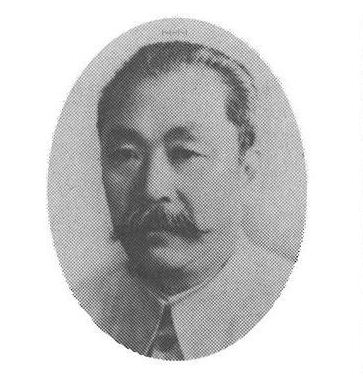
柳林

柳 林（유 림、ユ・リム、1894年5月23日 - 1961年4月1日）は、朝鮮の独立運動家、政治家。号は旦洲。

## 生涯

### 生涯初期
慶尚北道安東出身。本貫は全州で、本名は柳花宗だったが、1919年3月6日に柳華永に改名した。1910年8月に日韓併合が行われると、指を切って「忠君愛国」という血書を書いて抗日独立運動に身を捧げることを誓った。

### 初期独立運動
1919年に三・一運動が起きると安東臨東面市場で万歳デモを主導し、以後満洲に渡って南満洲独立軍団体である西路軍政署に加わって抗日独立運動をした。'忠君愛国'を誓った時は忠誠の対象が君主であったが、後に民主主義にも一理あると無政府主義者となった。
1927年から1929年まで満洲吉林省で池青天・金応燮・呂準・李鐸・金東三などと韓族労動党、正義部、在満韓人教育会などを結成して抗日運動団体で活動した。この時満洲にある各独立運動勢力の統合に努力し、中国人遊撃部隊と合作して韓中共同抗日戦線を作って独立運動の強化に心血を注いだ。一方では教育目的に教科書編纂、教員養成などの活動にも加わった。
この時中学生であった北朝鮮の金日成が尋ねて来て挨拶した時には、才能はあるように見えるが、信頼できないと言った。1929年に平壌で朝鮮共産無政府主義者連盟を結成して活動した。

### 臨時政府活動

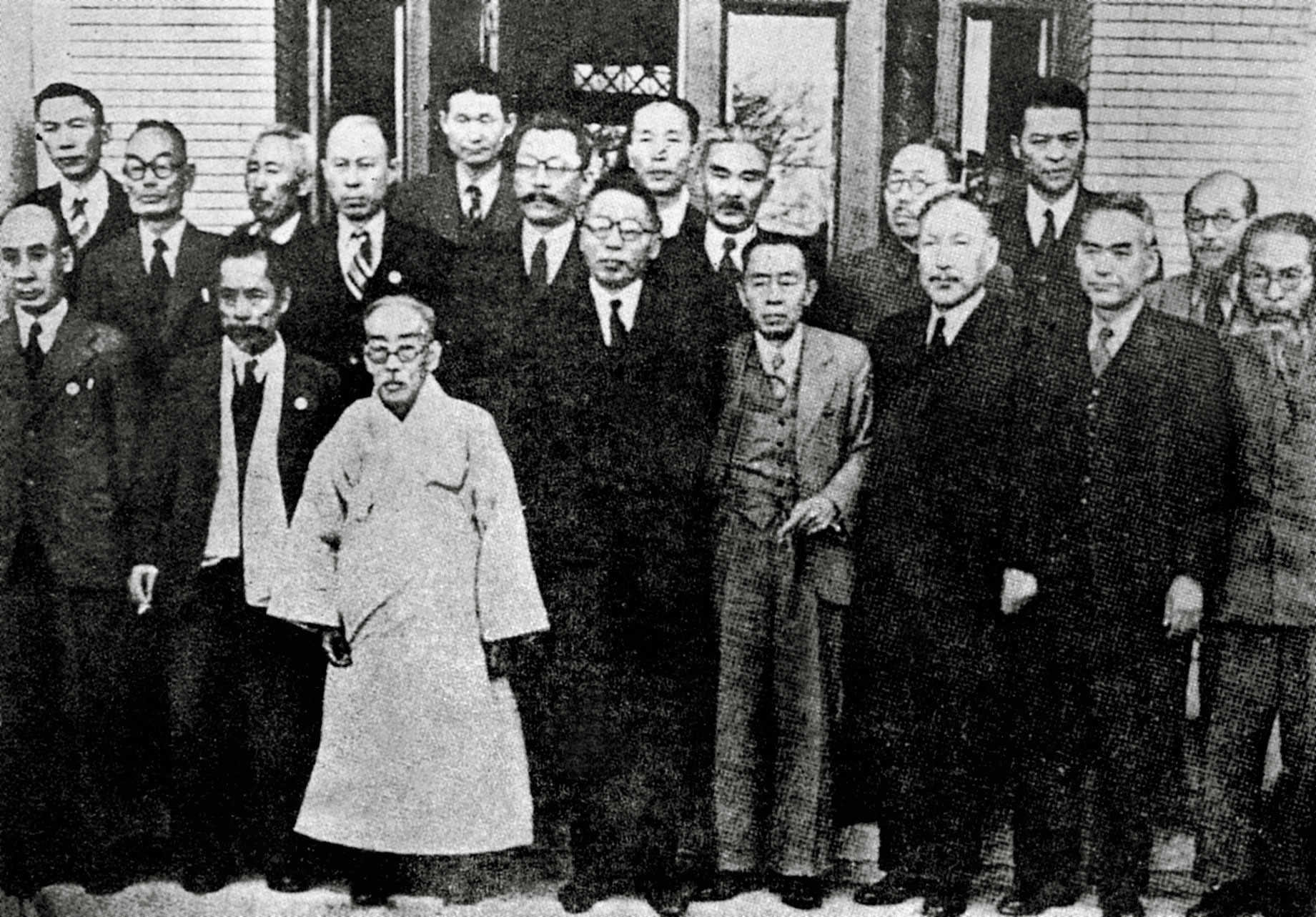
1945年12月3日。臨時政府要人達の帰国記念写真。二列目左から五番目が柳林

1931年に'元山黒色事件'で獄苦を経験後北京一帯で韓中抗日連合軍構成に努力した。1942年10月20日中国重慶にあった大韓民国臨時政府に臨時議定院議員として参加し、1943年5月10日に重慶で無政府連盟を代表して、‘在中国自由韓人大会’主席団に被選された。1944年4月24日に無政府主義陣営を代表して国務委員に被選された。

### 政治活動
帰国後、独立労動党を創党して政界に参入したが、大韓民国政府樹立以後右傾化した韓国政府で彼が追い求めた革新路線は根付かなかった。1946年2月14日、非常国民会議労農委員長に選出された。
以後労働新聞を創刊、労農大衆の啓蒙と権益保護に力をつくした。1947年7月南北交渉案を一番先に発表した。1948年3月には独立政府樹立が遅くなるとも、交渉を通じて統一を成さなければならないと主張した。しかし、金九・金奎植など他の南北交渉派とは違いソウルでの交渉を主張した。1948年4月19日、平壌での交渉ではなくソウルでの対話と交渉を主張した。
1948年にフランス・パリで開催された‘世界無政府主義者大会(1948年10月1日)’に朝鮮半島代表として招待された。彼は当時無政府主義の世界運動を新しい方向に導くことを誓って、必ず参加しようと思ったが李承晩政権の反対により失敗した。
朝鮮戦争が勃発すると、李承晩大統領は首都ソウルを防衛するから動揺するなとソウル守護を約束する対国民談話放送をしたが、自身は避難した。柳林は李承晩に対し、首都ソウルを敵に明け渡し、自分達だけ密かに避難し、幾多の市民を犠牲にしたと強く責めた。この事により公開批判を阻むという名目で3ヶ月ほど監禁された。1952年7月臨時首都釜山で李承晩をまた大統領で任命する‘抜純改憲案’が通過されると申翼煕・張勉など野党政治家と在野の人物らを集めて韓国民主主義者総連盟を発起した。しかし、一部は民主国民党、民主党などを形成して去ったので失敗した。
1953年3月、休戦協定問題が立ち上がると、李承晩政権は北進統一を主張して休戦協定反対を立てた。すると柳林と独立労農党はこれ以上の同族相争を阻むために休戦協定を締結することを促した。1959年12月、日本で在日韓国・朝鮮人の北朝鮮送還が始まると‘在日韓国人強制追放‘とこれを強力に批判した。革新同志総連盟の候補で1960年に7ㆍ29選挙に出馬し、落選した。

### 生涯末期
日本軍に服務したという理由で一人息子柳原植を勘当した。そして妻に息子を任せて遠ざけ、また壻が李承晩政権の警察幹部に昇進すると娘とも縁を切ったと言う。
1961年4月1日ソウル祭基洞の自宅で死去した。1961年4月7日、ソウル市庁広場で社会葬に付された。

## 死後
死の1年後の1962年に建国勲章独立章を追贈された。1993年独立記念館に楡林の語録費が除幕され、2001年4月に国家保勲処から「今月の独立運動家」に選ばれた。
彼が着た背広が独立記念館に所蔵されており、2014年10月29日、「柳林洋服」の名称で大韓民国登録文化財第609号に登録された。

## その他
一人息子柳原植の肺病が悪化し、「独立運動をしないと誓約すれば仮釈放をさせる」という監獄教誨士の説得を受けた。しかし、「息子が死んだとしても独立戦線で死ぬなら、息子も望むところであるはずだ。私は出獄すればまた必ずその運動を続ける」と言い放って、彼を峻厳に叱ったと言う。一人息子が日本軍将校になったと言う理由でただ一度も会わず、妻でさえ息子を間違って育てたと遠ざけ、晩年を一人で過ごした。壻が李承晩政権の高位警察官になると、李承晩政権の高位警察という理由で壻本人はもちろん、彼の妻になった一人娘も死ぬまで受け入れなかった。
しかし、誰よりも暖かい人であった。ある日彼は一人息子の妻が死んだと聞いた。一人息子を一生息子として認めなかったため、その妻も当然全く「知らない人」であったにもかかわらず、彼女がソウル大病院に安置されたと伝わると、連絡なしに病院を訪ね、涙を流したと言う。訝しんで理由を尋ねる青年党党員に「死の前には皆同じ」と言ったとされる。

## 家族
- 息子 : 柳原植